# Edykt tolerancyjny (Hawaje)

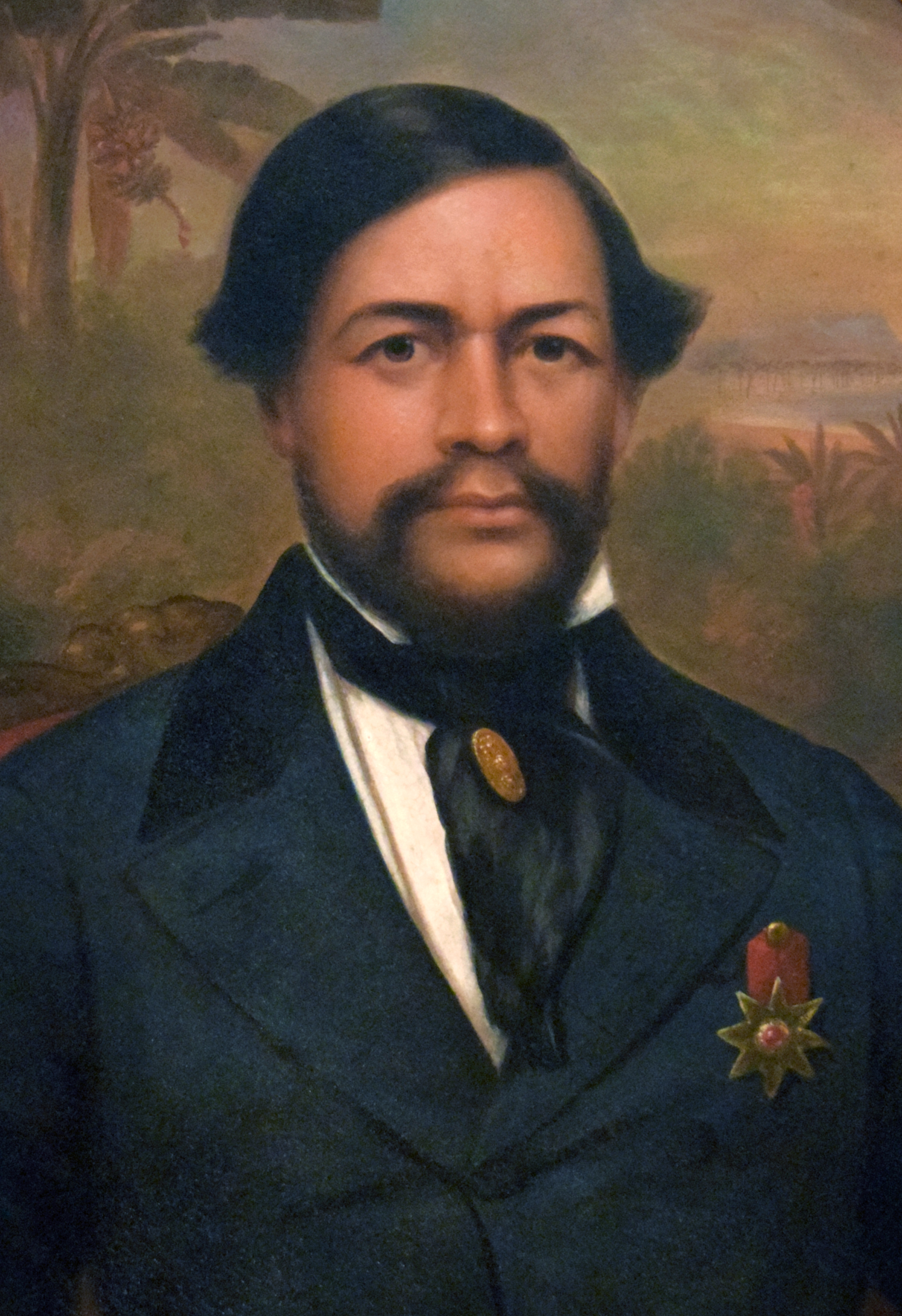
Kamehameha III

Edykt tolerancyjny – edykt wydany przez króla Hawajów, Kamehamehę III, 17 czerwca 1839.
Na mocy nowego prawa dozwolone zostało działanie na terenie Królestwa Hawajów Kościoła katolickiego, który dotychczas był nielegalny od czasu rządów Kamehamehy I i Kamehamehy II. Od czasu zjednoczenia Hawajów preferowane były wierzenia tradycyjne, a wśród wyznań chrześcijańskich dominował kongregacjonalizm.
Wydanie edyktu tolerancyjnego spowodowane zostało przez naciski rządu francuskiego, który czuł się wówczas protektorem zakonu sercan białych.